# Túnel Rio Comprido-Laranjeiras
O Túnel da Rua Alice, também chamado de Túnel Rio Comprido-Laranjeiras, localiza-se na cidade e estado do Rio de Janeiro, no Brasil.
Inaugurado em 1887, é o túnel mais antigo da cidade, ligando os bairros do Rio Comprido (Rua Barão de Petrópolis) e Laranjeiras (Rua Alice), através do morro dos Prazeres. Até à inauguração do Túnel Rebouças e do Túnel Santa Bárbara, era a única via para quem pretendia transitar entre a Zona Norte e a Zona Sul sem passar pelo centro da cidade.
A sua galeria foi ampliada em 1952, passando a ter duzentos e vinte metros de comprimento por dez de largura.